# 紀元前730年
紀元前730年（きげんぜん730ねん）は、西暦（ローマ暦）による年。紀元前1世紀の共和政ローマ末期以降の古代ローマにおいては、ローマ建国紀元24年として知られていた。紀年法として西暦（キリスト紀元）がヨーロッパで広く普及した中世時代初期以降、この年は紀元前730年と表記されるのが一般的となった。

## 他の紀年法
- 干支 : 辛亥
- 中国
  - 周 - 平王41年
  - 魯 - 恵公39年
  - 斉 - 釐公元年
  - 晋 - 孝侯10年
  - 秦 - 文公36年
  - 楚 - 武王11年
  - 宋 - 宣公18年
  - 衛 - 桓公5年
  - 陳 - 桓公15年
  - 蔡 - 宣侯20年
  - 曹 - 桓公27年
  - 鄭 - 荘公14年
  - 燕 - 鄭侯35年
- 朝鮮
  - 檀紀1604年
- ユダヤ暦 : 3031年 - 3032年